# Coulrofobia

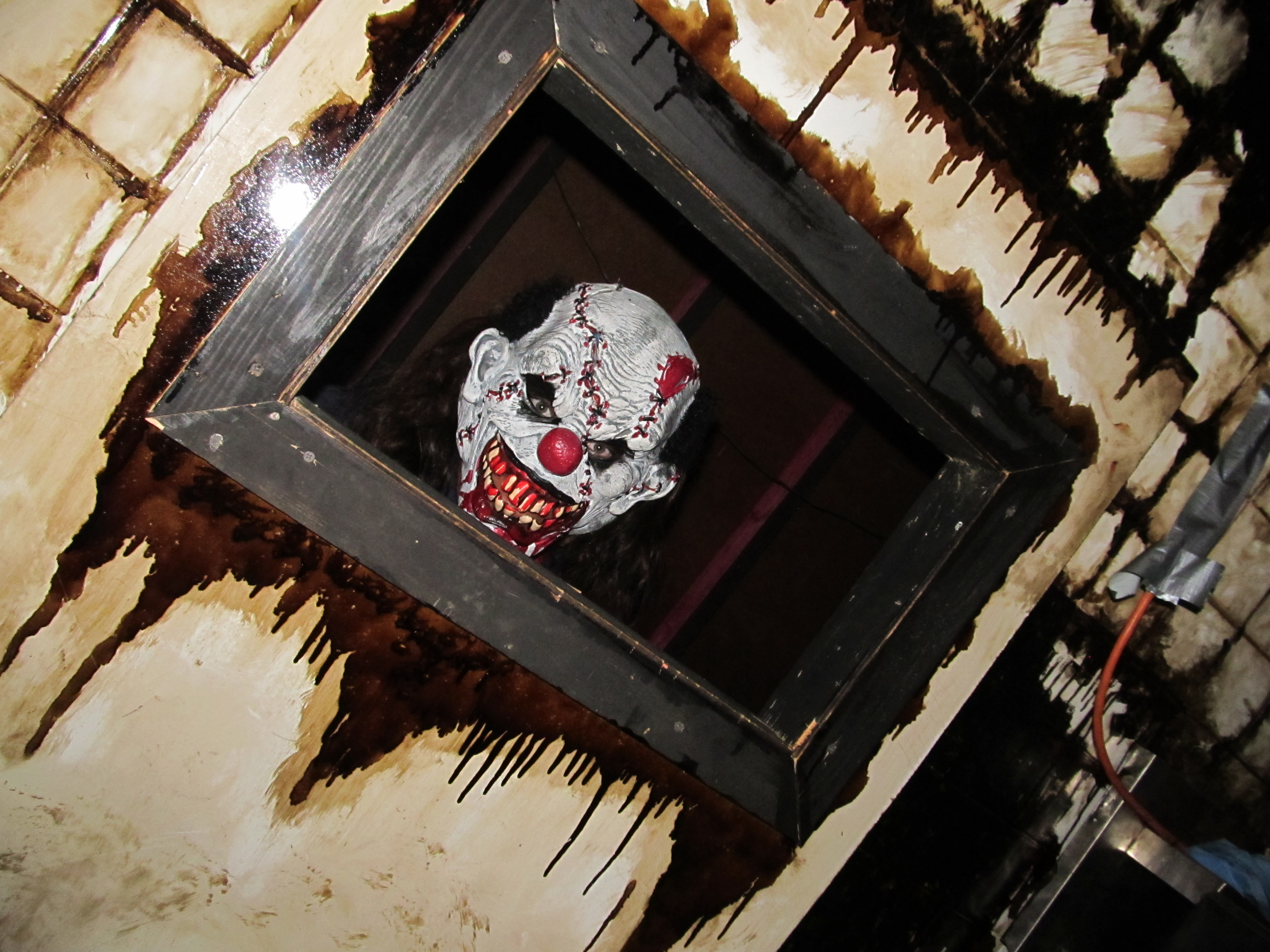
Ejemplo de payaso terrorífico.

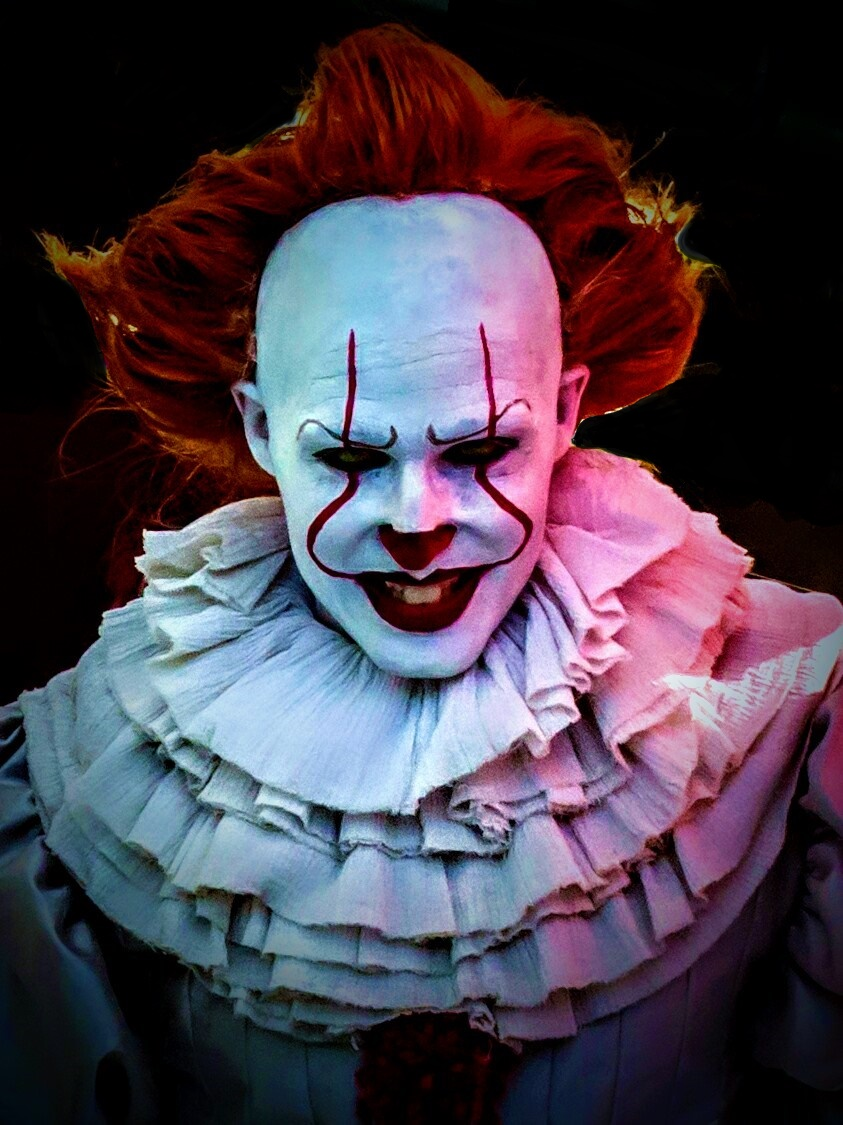
Cosplay del personaje el payaso Pennywise de Stephen King.

La coulrofobia es la fobia o miedo irracional a los payasos y a los mimos. Afecta especialmente a los niños, aunque puede aparecer en adolescentes y adultos. En discusiones sobre las causas de la coulrofobia, los pacientes coinciden en que lo que más les aterroriza de los payasos es el maquillaje excesivo, a menudo acompañado de la nariz roja y del color extraño del cabello, que les permite ocultar su verdadera identidad. 
Los afectados a menudo adquieren este miedo después de haber tenido alguna mala experiencia con alguno de ellos o de haber visto un retrato siniestro en medios audiovisuales. Se considera que el siniestro personaje del Joker de DC Comics y, más tarde, el terrorífico payaso Pennywise de la novela It de Stephen King (llevada posteriormente a la gran pantalla), contribuyeron a popularizar la figura del payaso malvado.
El prefijo «coulro-» viene del término griego κωλοβαθριστής (kōlobathristēs), que significa "aquel que va sobre zancos". Esto se debe a que antiguamente los bufones y payasos solían llevar zancos.

## Investigaciones
Un estudio experimental que se llevó a cabo en la Universidad de Sheffield reveló que a los niños les asusta que las habitaciones de los hospitales estén decoradas con payasos.
Según un profesor de psicología de la California State University, Northridge, a los niños "les impresiona mucho ver un cuerpo común con una cara poco familiar".